# Terfenilo
Terfenilos são um grupo de hidrocarbonetos aromáticos proximamente relacionados.  Também conhecidos como difenilbenzenos ou trifenilos, eles consistem de um anel benzeno central substituído com dois grupos fenilas. Os três isômeros são orto-terfenilo, meta-terfenilo e para-terfenilo (ou na literatura abreviados para o-terfenilo, m-terfenilo e p-terfenilo).

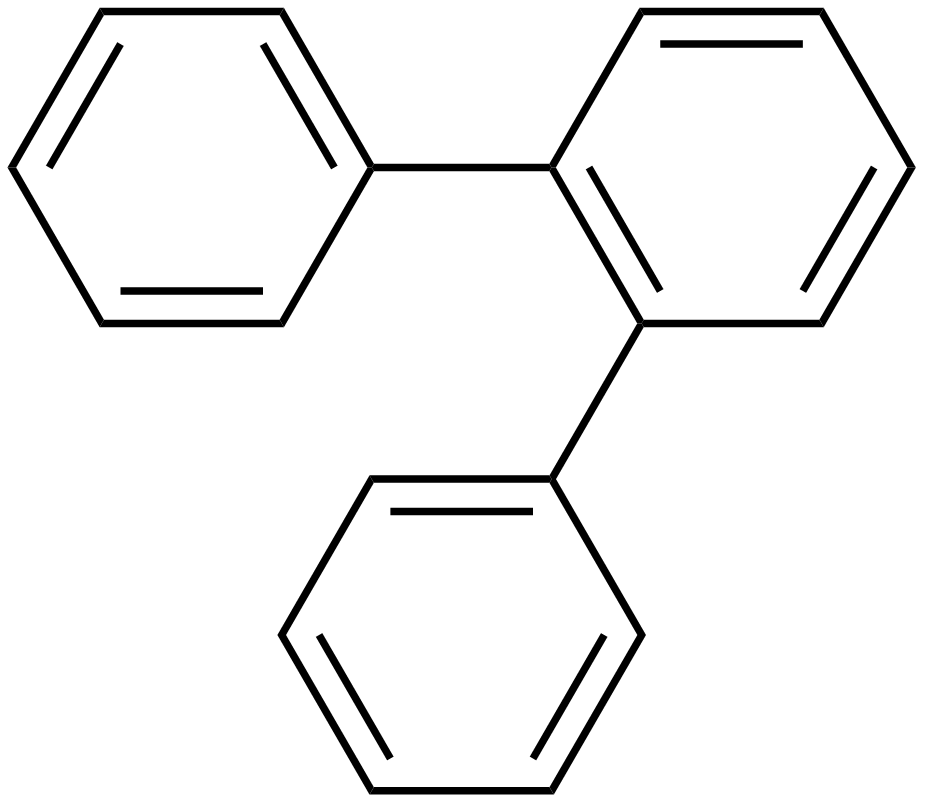
orto-Terfenilo
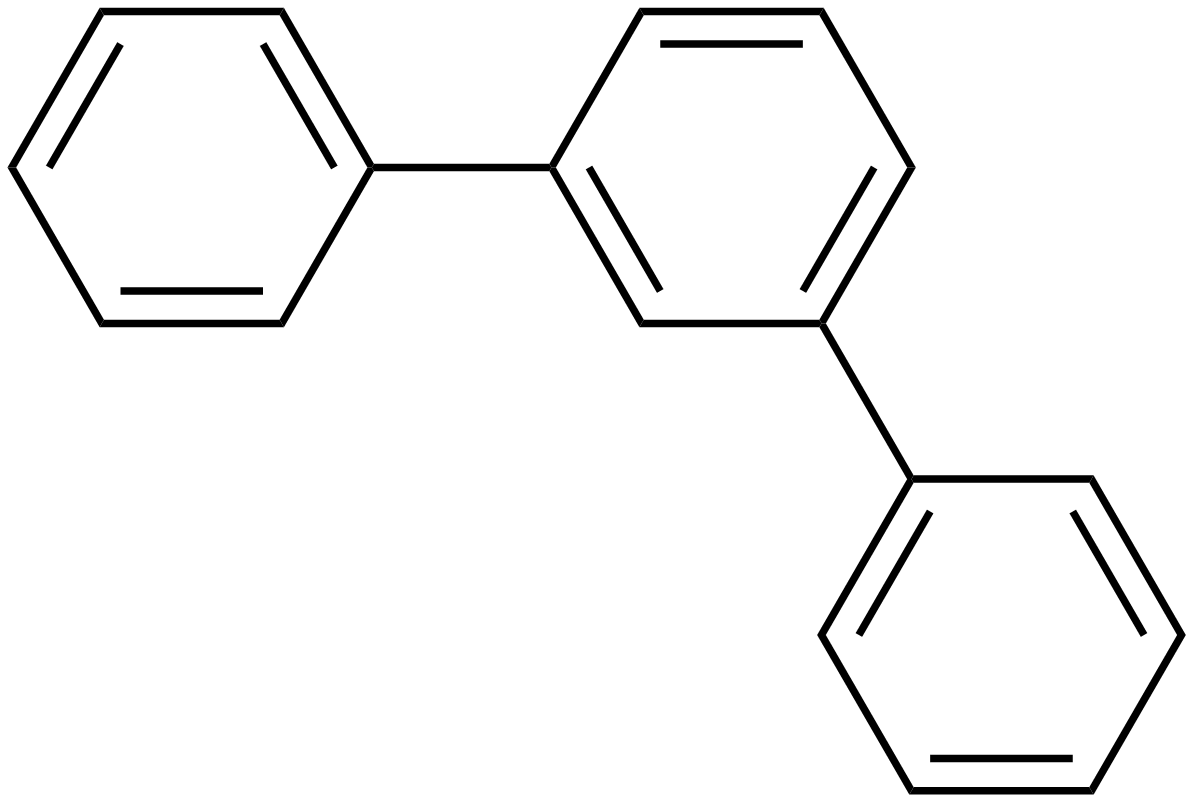
meta-Terfenilo
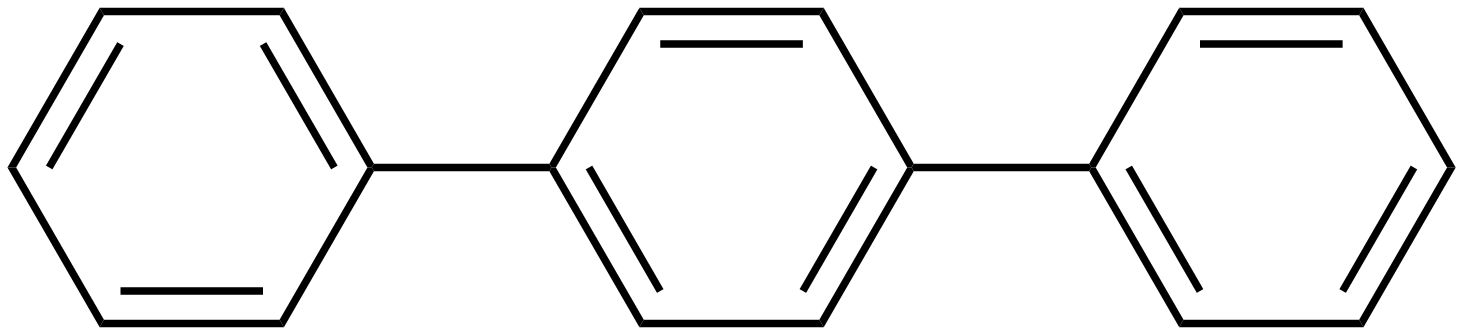
para-Terfenilo